# 但馬山岳県立自然公園

但馬山岳県立自然公園（たじまさんがくけんりつしぜんこうえん）とは、兵庫県北部にある兵庫県立の自然公園である。

## 概要
兵庫県北部・但馬地方の、豊岡市、養父市、美方郡香美町、同郡新温泉町に広がる。氷ノ山後山那岐山国定公園に隣接する山岳、渓谷、高原を公園域として、1959年7月21日に指定された。総面積は33,083ヘクタールで、うち特別地域が200ヘクタールとなっている。

## 名所

### 山岳
- 大岡山 - 標高666メートル。

### 渓谷・滝
- 十戸滝（じゅうごだき、じゅうごのたき）
- 小城四十八滝

### 高原

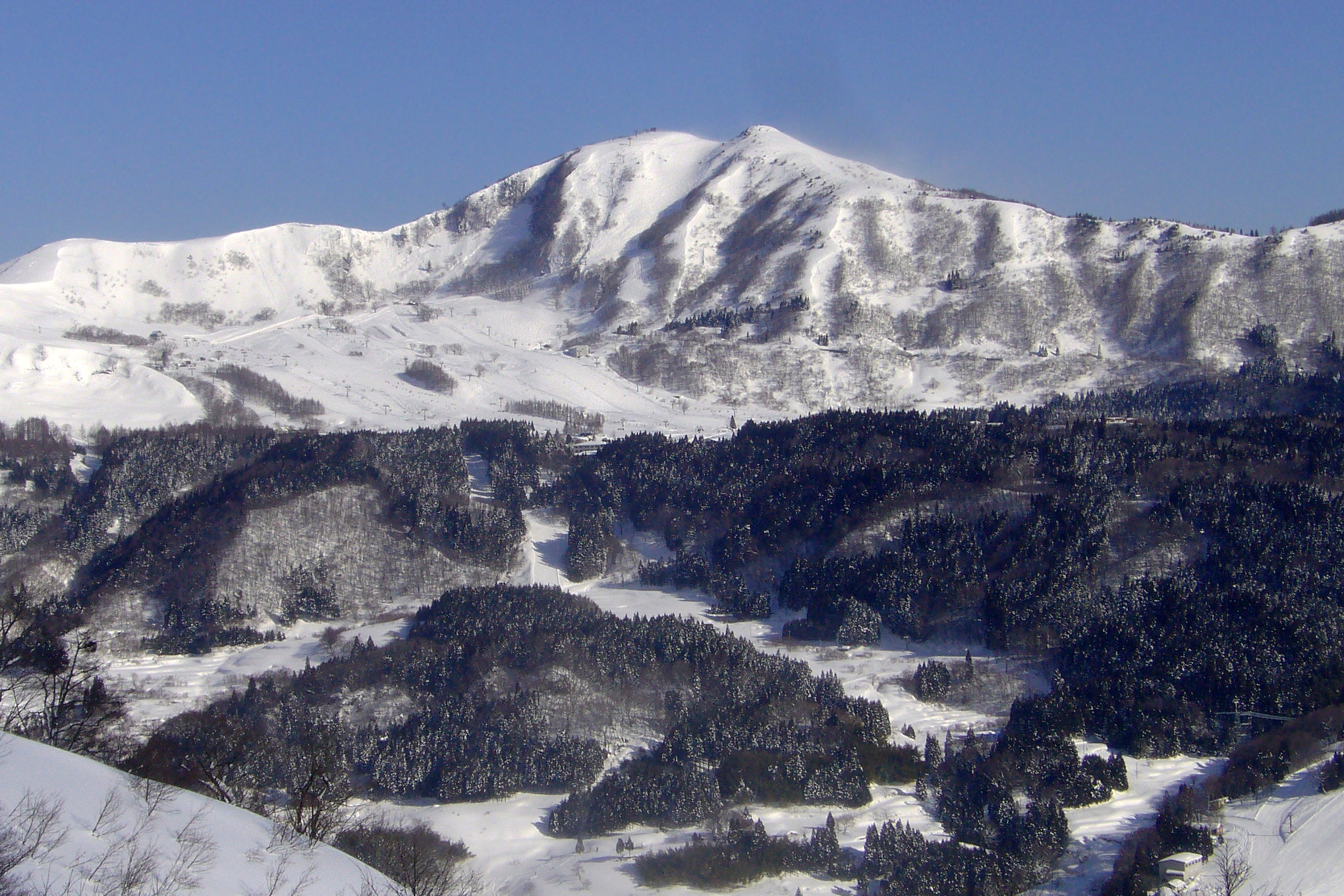
鉢伏高原

- 神鍋高原
- 鉢伏高原
- ハチ北高原